# Хоен Демцин
Хоен Демцин (њем. Hohen Demzin) општина је у њемачкој савезној држави Мекленбург-Западна Померанија. Једно је од 62 општинска средишта округа Гистров. Према процјени из 2010. у општини је живјело 465 становника. Посједује регионалну шифру (AGS) 13053033.

## Географски и демографски подаци
Хоен Демцин се налази у савезној држави Мекленбург-Западна Померанија у округу Гистров. Општина се налази на надморској висини од 58 метара. Површина општине износи 24,1 km². У самом мјесту је, према процјени из 2010. године, живјело 465 становника. Просјечна густина становништва износи 19 становника/km².

## Међународна сарадња
| Мјесто        | Држава    | Врста сарадње | Од    |
| ------------- | --------- | ------------- | ----- |
| Кјото         | Јапан     | контакт       | 2000. |
|               | Француска | пријатељство  | 1996. |
| Сјаулијај     | Литванија | партнерство   | 1999. |
|               | САД       | пријатељство  | 1995. |
| Бјалогард     | Пољска    | партнерство   | 1993. |
| Кунсентмартон | Мађарска  | партнерство   | 1993. |
| Факсе         | Данска    | пријатељство  | 1993. |
| Извор         |           |               |       |